# Penha Longa
Penha Longa is een plaats (freguesia) in de Portugese gemeente Marco de Canaveses en telt 2196 inwoners (2001).